# 4-Hydroxybenzoesäurephenylester
4-Hydroxybenzoesäurephenylester ist eine chemische Verbindung aus der Gruppe der Parabene.

## Eigenschaften
4-Hydroxybenzoesäurephenylester ist ein weißer Feststoff.

## Verwendung
4-Hydroxybenzoesäurephenylester wird als Bestandteil von druckempfindlichen Kopierpapieren verwendet. Es wird auch als Konservierungsmittel in Kosmetika verwendet.

## Sicherheitshinweise
Für die Parabene Isopropyl-, Isobutyl-, Pentyl-, Benzyl- und Phenylparaben ist laut BfR die Datenlage nicht ausreichend, um die Gesundheitsauswirkung zu beurteilen. Von ihrer Verwendung rät das Institut ab.